# Eupithecia amasina
Eupithecia amasina là một loài bướm đêm trong họ Geometridae.